# Ołeh Hrycaj
Ołeh Anatolijowycz Hrycaj, ukr. Олег Анатолійович Грицай (ur. 26 września 1974 w Czernihowie) – ukraiński piłkarz grający na pozycji napastnika.

## Kariera piłkarska

### Kariera klubowa
Wychowanek Szkoły Piłkarskiej w Czernihowie, w której uczył się razem z młodszym bratem Ołeksandrem. Pierwszy trener Wałerij Podhorny. W 1992 rozpoczął karierę piłkarską w amatorskim zespole Czeksił Czernihów. W 1994 został piłkarzem Dnipra Czerkasy. W 1996 przeszedł do Prykarpattia Iwano-Frankowsk, skąd został wypożyczony do farm klubu Krystał Czortków. Na początku 1997 powrócił do FK Czerkasy. Na początku 2000 razem z bratem Ołeksandrem został zaproszony do Dnipra Dniepropetrowsk, a 12 lipca 2000 debiutował w podstawowym składzie w zremisowanym 1:1 meczu z Dynamem Kijów. Nie potrafił przebić się do podstawowego składu Dnipra i latem 2001 odszedł do Nafkom-Akademii Irpień. W 2002 bronił barw Polissia Żytomierz. Podczas przerwy zimowej sezonu 2002/03 powrócił do Czernihowa, gdzie potem występował w miejscowej Desnie Czernihów. Latem 2003 kolejny raz wrócił do FK Czerkasy, a potem do 2008 grał w amatorskim zespole Chodak Czerkasy, w którym zakończył karierę piłkarską.

## Sukcesy i odznaczenia

### Sukcesy klubowe
- brązowy medalista Mistrzostw Ukrainy: 2001

### Sukcesy indywidualne
- król strzelców Ukraińskiej Pierwszej Lihi: 22 gole (1998), 19 goli (1999)